# Минский финансово–экономический колледж
Минский финансово-экономический колледж (бел. Мінскі фінансава-эканамічны каледж) — учреждение среднего специального образования Белоруссии, один из старейших и авторитетнейших в республике колледжей в сфере финансов.

## История

### 1930—1934
Основан в 1930 году как Минский финансово-экономический техникум с двумя отделениями: кредитного и сберегательного дела; в Белорусской энциклопедии датой основания считается 1931 год, когда в техникуме начались занятия (10 марта 1931 года). Они проводились на базе школы № 17 с четырьмя отделениями: финансовом, учётном, кредитно-банковском и кредитно-сберегательном. В следующем году в собственность техникума были переданы два здания барачного типа: одно стало жильём для студентов, в другом проводились занятия. В ту пору студенты учились в третью смену: с 18:30 до 23:00. Первые выпускники закончили его в марте 1934 года. Дипломы получил 131 человек.

### 1935—1940
В 1938 году в собственность техникума передали 2 новых здания в студгородке, ранее принадлежавших политеху. В 1938 году выпуск составил 147 человек, в 1939—152, в 1940—151 человек.

### 1941—1945
К 1941 году было подготовлено 943 молодых специалиста, то есть семь выпусков. Директором в это время (с 1937 по 1941) и до 1950 года) был Михаил Ефимович Железняк. В 1941 началась война и в армию были призваны директор Михаил Ефимович Железняк, многие преподаватели и учащиеся выпускного курса.

### 1946—1948
В январе 1946 года объявлен первый послевоенный набор в техникум. На учёбу было принято 302 человека, в том числе 63 демобилизованных воина. Занятия начались с 1 сентября 1946 года в третью смену с двадцати часов в восстановленном здании 37-й школы по улице Танковой.

### 1949—1951
В 1949 году начались работы по строительству нового учебного здания и общежития на углу Ленинского проспекта и ул. Типографской (ныне Сурганова). Сейчас в этом здании находится Белорусская государственная академия искусств. В этот период (до 1966 года) директором техникума был Владимир Иванович Васильцов. В послевоенные годы в педагогический состав влились новые специалисты — выпускники Ленинградского финансово-педагогического и Московского финансово-экономического институтов. Большую помощь в создании учебной базы, в организации и проведении методической работы, в пополнении методического обеспечения занятий оказали Куйбышевский и Орловский финансовые техникумы. В 1950 году в Минске проходил городской смотр средних специальных учебных заведений. Минский финансовый техникум был признан лучшим и стал образцом для других техникумов Минска.

### 1952—1960
В 1960 году объединился с Минским статистическим техникумом. В том же году занятия начали проводиться в нынешнем здании (Красная, 17).

### 1966—1977
В 1970-х был построен 2-й учебный корпус и два общежития. С 1966 по 1977 год директором техникума был Дмитрий Егорович Ковалёв. В 1972 году техникум за высокие показатели в социалистическом соревновании в честь 50-летия Союза Советских Социалистических Республик был награждён Почётной грамотой ЦК КПБ, Президиума Верховного Совета БССР, Республиканского Совета профсоюзов.

### 1978—1979
С 1979 года принимает студентов из стран освободившихся от колониальной зависимости, в их числе : Ангола, Афганистан, Камбоджа, Лаос, Гвинея-Бисау, Конго, Сьерра-Леоне, Мали, Гренада, Мозамбик. Был построен новый переход между столовой и учебным корпусом. Директором в этот период была Нина Васильевна Вдовиченко.

### 1980—1981
Незадолго до 50-летия техникуму Президиум Верховного Совета БССР вручил Почётную грамоту Верховного Совета БССР за успехи в подготовке квалифицированных кадров среднего звена. Группа преподавателей была награждена Почётными грамотами и Грамотами Верховного Совета БССР, двум — присвоено звание «Заслуженный учитель БССР» и одному — звание «Заслуженный экономист БССР».

### 1982—1984
В этот период директором был Николай Владимирович Омельянович.

### 1984—1992
В этот период директором был Николай Владимирович Кречко. Было открыто новое отделение по специальности «Бухгалтерский учёт» по дневной форме обучения. 5 преподавателей техникума получили высшую и первую квалификационные категории.

### 1993—1995
В этот период директором был Александр Александрович Калинка. 1 сентября 1994 года техникум был преобразован в колледж. Был увеличен срок обучения: до 2 лет 10 месяцев по дневной форме, а по заочной — до 3 лет 6 месяцев. В 1999/2000 учебном году в колледже готовили специалистов по специальностям «финансы», «бухгалтерский учёт, анализ и контроль», «банковское дело».

### 1995—Настоящее время
В 2002—2003 произошёл капремонт : преобразились крыша, фасады, стены, был разбит сквер перед 1-м корпусом. Было возобновлено проведение Дня открытых дверей. В 2004 были проведены первые трансляции Радио-МФЭК. В 2006 году на смотре «Лучшее общежитие» общежитие МФЭК № 2 (ул. Кульман, 23) заняло I место среди общежитий всех ПТУ и колледжей г. Минска. В районном конкурсе на лучшую организацию идеологической работы МФЭК занял I место. В 2007 году снова завоёвывает звание «Лучшее общежитие». В 2010 году на должность директора назначена Коротина Алла Николаевна. С 2012 года директором является Бесько Оксана Анатольевна.
1 сентября 2023 года учреждение образования «Минский государственный финансово-экономический колледж» передано из подчинения Министерства образования Республики Беларусь в подчинение Министерство финансов Республики Беларусь. Основным куратором колледжа станет Марков Артём Игоревич, советник министра финансов по нефинансовым вопросам.
1 мая 2024 года — реорганизация учреждения образования «Минский государственный финансово-экономический колледж» путём присоединения к нему государственного учреждения образования «Центр подготовки, повышения квалификации и переподготовки кадров Министерства финансов Республики Беларусь» в качестве обособленного подразделения.

## Руководство
| - Козаков А. Ф. - Дятлов В. А. - Железняк Михаил Ефимович - Васильцов Владимир Иванович - Ковалев Дмитрий Егорович - Вдовиченко Нина Васильевна - Омельянович Николай Владимирович - Кречко Николай Владимирович - Калинка Александр Александрович - Коротина Алла Николаевна - Бесько Оксана Анатольевна |

## Деятельность
Обучение осуществляется по дневной форме на базе общего среднего образования (11 классов школы либо ПУ) как за счёт бюджетных средств, так и на платной основе.

### Специальности
- 2-25 01 31 Специальность «Финансы»
  - 2-25 01 31 01 Специализация «Бюджет и бюджетный учёт»
  - 2-25 01 31 02 Специализация «Налоги и налогообложение»
  - 2-25 01 31 03 Специализация «Страхование»
- 2-25 01 32 Специальность «Банковское дело»
- 2-25 01 35 Специальность «Бухгалтерский учёт, анализ и контроль»
- 2-26 02 03 Специальность «Маркетинг»
- 2-27 01 01 Специальность «Экономика и организация производства»
  - 2-27 01 01 27 Специализация «Экономика и правовое обеспечение предпринимательской деятельности»

### Цикловые комиссии
Учебная работа в колледже осуществляется цикловыми комиссиями — методическими объединениями преподавателей по родственным дисциплинам. В колледже функционируют 10 цикловых комиссий:

| - Комиссия белорусского и иностранных языков - Комиссия социально-философских дисциплин - Комиссия социально-экономических дисциплин - Комиссия планово-экономических дисциплин - Комиссия финансовых дисциплин | - Комиссия налогов и налогообложения - Комиссия бухгалтерского учёта, ревизии и контроля - Комиссия банковских дисциплин - Комиссия информационных технологий, математики, статистики - Физическое воспитание |

## Музей
Располагается музей учреждения образования «Минский государственный финансово-экономический колледж».